# 埃丽卡·维克曼
埃丽卡·维克曼（瑞典語：Erika Vikman，1993年2月20日—）是芬兰歌手及词曲家。作为探戈歌手出道，维克曼首次成名于2016年获得的芬兰探戈音乐节冠军。2020年在发布《Cicciolina》单曲后她进一步扬名于芬兰，该单曲为她首次挤入芬兰排行榜前五名的歌曲。次年她的首张以自己名字命名的专辑挤入排行榜中。她将代表芬兰参加2025年歐洲歌唱大賽，演唱的歌曲为《Ich komme》。